# Manuel Rodas
Pour les articles homonymes, voir Rodas (homonymie).
Rodas  Ochoa est un nom espagnol. Le premier nom de famille, en général paternel, est Rodas ; le second, en général maternel, souvent omis, est Ochoa.
Manuel Oseas Rodas Ochoa, né le 5 juillet 1984 à La Esperanza (département de Quetzaltenango), est un coureur cycliste guatémaltèque.

## Repères biographiques
Manuel Rodas est issu d'une famille de six enfants. Il commence le cyclisme à seize ans, en 2000, dans l'asociación departamental de Xela, sous la direction technique de son oncle, M. Omar Ochoa. En 2004, il intègre la formation Hino Xela. Puis l'année suivante, il signe pour l'équipe Cable DX – Decorabaños, où il est encore. Il déclare que l'objectif principal de sa carrière cycliste est de remporter son Tour national, auquel il a déjà participé sept fois. 
Rodas représente son pays dans les différentes disciplines du cyclisme. Il a notamment participé à plusieurs championnats panaméricains de cyclisme, aux Jeux d'Amérique centrale et des Caraïbes et aux Jeux panaméricains de Guadalajara. En 2003, il a participé aux championnats du monde B, en Afrique du Sud.
En mai 2011, aux championnats panaméricains de Medellín, il se classe huitième de l'omnium, terminant deuxième de la course aux points et troisième de la course scratch. Ce qui correspondait, selon lui, à son meilleur résultat. 
En juillet 2011, lors du premier championnat d'Amérique Centrale, qui se déroule dans le département de La Libertad au Salvador, Manuel Rodas remporte les deux titres en jeu. Le 8 juillet, six coureurs, représentant le Guatemala, le Honduras et le Salvador, se disputent les premières médailles, dans l'épreuve du contre-la-montre, sur une distance de 40 kilomètres. Parti en dernier, il devance le deuxième de vingt secondes, malgré le chaud soleil et l'état de la route. Deux jours plus tard, il profite de la domination des coureurs guatémaltèques sur la course, pour s'octroyer sa deuxième médaille d'or. L'épreuve en ligne se dispute sur trois tours, pour une distance totale de 140 kilomètres. Après une tentative avortée, dès le 5e kilomètre, Rodas s'enfuit avec deux compatriotes vers le 50e kilomètre. Bien qu'Alder Torres ne puisse suivre ses anciens compagnons d'échappée, dès la fin du deuxième tour, les coureurs guatémaltèques réussissent le triplé. Rodas termine avec près de trois minutes d'avance sur le peloton. 
Début mai 2012, il remporte le titre de champion national du contre-la-montre. La compétition réunissait 41 participants et se disputait sur une distance de 38,5 kilomètres. Sous une forte chaleur et malgré une baisse de régime à mi-parcours, il devance Lizandro Roberto Ajcú de 17 secondes et le vainqueur de la catégorie des moins de 23 ans, Álder Torres, troisième.
Quelques jours plus tard, il s'aligne au Tour du Guatemala. Lors de la dernière étape, il s'impose en solitaire après s'être échappé à 16 km de l'arrivée.
En février 2013, il participe aux championnats panaméricains à Mexico. Lors de la première épreuve qu'il dispute, il monte sur le podium de la course aux points. Manuel Rodas s'octroie le bronze, avec 37 points, malgré une chute à six tours de l'arrivée qui l'empêche de disputer le dernier sprint. 
Sélectionné pour les X Juegos Deportivos Centroamericanos (es) au Costa Rica, déjouant les pronostics, il remporte, un mois plus tard, la médaille d'or du contre-la-montre, devant deux coureurs locaux. Deux jours plus tard, échappé avec son compatriote Julio Padilla, il ne lui dispute pas le titre de la course en ligne. Rodas se contente de la médaille d'argent sur un podium cent pour cent guatémaltèque.

## Palmarès sur route
- 2005
  - 3e du Tour du Salvador
- 2006
  - 11e étape du Tour du Guatemala
  - 3e de la Vuelta de la Juventud Guatemala
- 2007
  - 11e étape du Tour du Guatemala
- 2008
  - 11e étape du Tour du Costa Rica
- 2009
  - 9e étape du Tour du Guatemala
- 2010
  -  Champion du Guatemala du contre-la-montre
- 2011
  -  Champion d'Amérique Centrale sur route
  -  Champion d'Amérique Centrale du contre-la-montre
  - 2e du championnat du Guatemala du contre-la-montre
- 2012
  -  Champion du Guatemala du contre-la-montre
  - 8e étape du Tour du Guatemala
- 2013
  -  Médaillé d'or du contre-la-montre aux Jeux d'Amérique centrale
  -  Champion du Guatemala du contre-la-montre
  - 2e étape de la Ruta del Centro
  -  Médaillé d'argent sur route aux Jeux d'Amérique centrale
- 2014
  -  Champion du Guatemala du contre-la-montre
  -  Médaillé de bronze de la course en ligne aux Jeux d'Amérique centrale et des Caraïbes
- 2015
  -  Champion du Guatemala sur route
  -  Champion du Guatemala du contre-la-montre
  - 1re étape du Tour du Guatemala
  -  Médaillé d'argent du championnat panaméricain du contre-la-montre
  - 3e du Tour du Guatemala
- 2016
  -  Champion du Guatemala sur route
  -  Champion du Guatemala du contre-la-montre
  - 4e étape du Tour du Guatemala (contre-la-montre)
  - 2e du Tour du Guatemala
- 2017
  -  Champion du Guatemala du contre-la-montre
  -  Champion du Guatemala du contre-la-montre par équipes
  -  Médaillé d'or du contre-la-montre aux Jeux d'Amérique centrale
  - Tour du Guatemala : 
    - Classement général
    - 3eb (contre-la-montre par équipes) et 6e (contre-la-montre) étapes

  -  Médaillé de bronze du championnat panaméricain du contre-la-montre
- 2018
  -  Champion du Guatemala du contre-la-montre
  -  Champion du Guatemala du contre-la-montre par équipes
  - 5e étape du Tour du Guatemala (contre-la-montre)
  -  Médaillé de bronze du championnat panaméricain du contre-la-montre
  - 2e du Tour du Guatemala
- 2019
  -  Champion d'Amérique Centrale sur route
  -  Champion d'Amérique Centrale du contre-la-montre
  -  Champion du Guatemala du contre-la-montre
  -  Champion du Guatemala du contre-la-montre par équipes
  - Tour du Guatemala :
    - Classement général
    - 5e étape (contre-la-montre)

  - 3e du championnat du Guatemala sur route
- 2020
  - 9e étape du Tour du Guatemala
  -  Médaillé de bronze du championnat d'Amérique Centrale sur route
  -  Médaillé de bronze du championnat d'Amérique Centrale du contre-la-montre
- 2021
  -  Champion du Guatemala du contre-la-montre
  -  Médaillé de bronze du championnat d'Amérique Centrale du contre-la-montre
- 2022
  -  Champion du Guatemala du contre-la-montre
  -  Champion du Guatemala du contre-la-montre par équipes
- 2023
  -  Champion du Guatemala du contre-la-montre
  -  Médaillé d'argent du championnat d'Amérique centrale du contre-la-montre
  - 3e du Grand Prix du Guatemala
- 2024
  -  Champion du Guatemala du contre-la-montre
- 2025
  -  Champion d'Amérique Centrale du contre-la-montre

### Classements mondiaux
| Année                                 | 2007 | 2008 | 2009 | 2010 | 2011 | 2012 | 2013 | 2014 | 2015 | 2016 | 2017 | 2018 | 2019 | 2020  | 2021 | 2022 | 2023 | 2024  |
| ------------------------------------- | ---- | ---- | ---- | ---- | ---- | ---- | ---- | ---- | ---- | ---- | ---- | ---- | ---- | ----- | ---- | ---- | ---- | ----- |
| Classement mondial                    |      |      |      |      |      |      |      |      |      | 591e | 468e | 673e | 416e | 1513e | 490e | 919e | 774e | 1151e |
| UCI America Tour                      | 226e | 194e | 81e  | 188e | 317e | 269e | 131e | 149e | 8e   | 39e  | 16e  | 21e  | 39e  | 142e  | 48e  | 98e  | 75e  | 96e   |
|                                       |      |      |      |      |      |      |      |      |      |      |      |      |      |       |      |      |      |       |
| Légende : nc = non classéSource : UCI |      |      |      |      |      |      |      |      |      |      |      |      |      |       |      |      |      |       |

## Résultats sur les championnats

### Championnats panaméricains
| - Caieiras 2006 - 7e de la poursuite par équipes. - 17e de la course aux points. - Valencia 2007 - 17e de la course aux points. - Montevideo 2008 - 6e de la poursuite par équipes. - 11e de la course aux points. - 12e de la poursuite individuelle. - México 2009 - 5e de la course aux points. - 15e de la course scratch. - Aguascalientes 2010 - 4e de la course aux points. - 7e de la course à l'américaine. - 10e de la poursuite individuelle. - Medellín 2011 - 8e de l'omnium. - 10e de la poursuite par équipes. - 19e de la course scratch. - Mar del Plata 2012 - 6e de la course aux points. - 7e de la course scratch. - Mexico 2013 - Médaillé de bronze de la course aux points. - 6e de la poursuite par équipes. - 13e de la poursuite individuelle. - Aguascalientes 2014 - 8e de la poursuite par équipes (avec Julio Padilla, Alfredo Flores et Romeo Quicibal) - 10e de la course aux points. - Aguascalientes 2016 - Médaillé d'argent de la course aux points. - Cinquième de la poursuite par équipes (avec Alfredo Ajcapajá, Julio Padilla et Dorian Monterroso). - 13e de la poursuite individuelle. - Couva 2017 - 7e de la course aux points. - 9e de la poursuite par équipes (avec Dorian Monterroso, Alfredo Ajcapaja et Walter Escobar). | - Valencia 2007 - 30e de la course en ligne. - Montevideo 2008 - 46e de la course en ligne. - México 2009 - 26e de la course en ligne. - Aguascalientes 2010 - 22e de la course en ligne. - Mar del Plata 2012 - 20e de la course en ligne. - Zacatecas 2013 - 25e de la course en ligne. - Puebla 2014 - 29e de la course en ligne. - León 2015 - Médaillé d'argent du contre-la-montre. - Saint-Domingue 2017 - Médaillé de bronze du contre-la-montre. - San Juan 2018 - Médaillé de bronze du contre-la-montre. - 42e de la course en ligne. - Pachuca 2019 - Septième du contre-la-montre. - Saint-Domingue 2021 - Quatrième du contre-la-montre. - 41e de la course en ligne. - San Juan 2022 - Cinquième du contre-la-montre. - 20e de la course en ligne. - Panama 2023 - 14e du contre-la-montre. - 40e de la course en ligne. - São José dos Campos 2024 - 17e du contre-la-montre. - 32e de la course en ligne. |